# Liste der Monuments historiques in Le Fousseret
Die Liste der Monuments historiques in Le Fousseret führt die Monuments historiques in der französischen Gemeinde Le Fousseret auf.

## Liste der Bauwerke
| Bezeichnung               | Beschreibung                  | Standort | Kennzeichnung | Schutzstatus | Datum | Bild           |
| ------------------------- | ----------------------------- | -------- | ------------- | ------------ | ----- | -------------- |
| Kirche St-Pierre-ès-Liens | Erbaut im 15./16. Jahrhundert | (Lage)   | PA31000056    | Inscrit      | 2002  | weitere Bilder |